# Messier 64
A Messier 64 (más néven M64, NGC 4826, Ördögszem- vagy Feketeszem-galaxis) egy spirálgalaxis a Coma Berenices (Bereniké haja) csillagképben. A galaxis előterében van egy látványos sötét porsáv, amely a fényt elnyeli a galaxis fényes magja előtt, ezért nevezik Feketeszem- vagy Ördögszem-galaxisnak. Az M64 kis távcsövekben való látványos megjelenése miatt amatőrcsillagászok körében jól ismert.

## Felfedezése
Az M64 spirálgalaxist Edward Pigott fedezte fel 1779. március 23-án. Ugyanez év áprilisában tőle függetlenül Johann Elert Bode is felfedezte, majd Charles Messier francia csillagász 1780. március 1-jén tőlük függetlenül újra felfedezte, és katalogizálta.

## Tudományos adatok
A galaxis fősíkjában levő csillagok színképvonalainak Doppler-effektus alapján ellenkező irányú forgás adódik, mint ha ugyanezt a mérést a külső régiókban található csillagközi gázra és porra végzik. Ehhez hasonló jelenséget eddig még egyetlen esetben sem találtak. Modellszámítások mutatják, ilyen állapot nem maradhat fenn, legfeljebb csak 100 millió évig. Így rendkívül szerencsések lehetünk, hogy elkaptuk ezt a különleges „pillanatot”. A különleges forgást az okozza, hogy a galaxis a közelmúltban egy másik, gázban valószínűleg igen gazdag galaxissal ütközhetett, méghozzá nem centrálisan, hanem úgy, hogy anyaga a nagyobb galaxis csillagaival szembeni pályára kényszerült.

A csillagászok szerint az ellentétesen forgó gáz akkor keletkezett, mikor az M64 elnyelte egyik kísérőgalaxisát. Új csillagok aktív képződése történik abban a határrégióban, ahol az ellentétesen forgó gázok összeütköznek, összehúzódnak.
Az a törpegalaxis, ami hatással volt szomszédjára, mára majdnem teljesen megsemmisült. Csillagai vagy a fő galaxissal összeolvadtak vagy kiszóródtak a galaxisok közötti térbe. Az ütközés következményei láthatóak az M64 külső élénél a visszamaradt gázok mozgásában.

## Megfigyelési lehetőség
Az M64 megfigyeléséhez a 35 Comae Berenices kettőscsillagot kell megtalálni, amelyhez képest 3/4°-kal észak-északkeletre található a galaxis.